# Martin-Baker
Pour les articles homonymes, voir Martin et Baker.
Martin-Baker  est le principal et plus ancien fabricant de sièges éjectables. Cette compagnie britannique a été fondée en 1929 par l'ingénieur aéronautique James Martin et le capitaine pilote Valentine Baker. Son siège social abritant également une de ses usines se situe en 2009 à Higher Denham (Buckinghamshire).

## Histoire

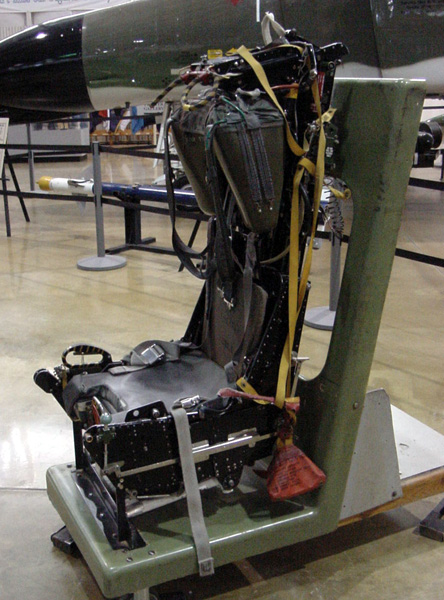
Siège éjectable modèle H5 pour le F-4 Phantom II

Sir James Martin, un immigré irlandais et ingénieur très créatif commence à fabriquer des avions en 1929. Ayant toujours le désir d'inventer des choses et de faire des choses de ses mains, ce fut un ingénieur remarquable dès son adolescence.
Pendant la fabrication du Martin-Baker MB.1 (en), il se lie d'amitié avec le capitaine Valentine Baker et ils créent ensemble la société Martin Baker Aircraft Company Ltd en 1934. Ses années d'expérience et ses grandes compétences ont été très importantes dans le développement des prototypes.
En 1942, Valentine Baker décède lors d'un vol à bord d'un prototype du Martin-Baker MB 3. Sa mort a beaucoup affecté James Martin qui passera le reste de sa vie à sécuriser la vie des pilotes.
Initialement l'entreprise produisit durant la Seconde Guerre mondiale quatre prototypes d'avions : le Martin-Baker MB.1 (en), le Martin-Baker MB.2 (en), le Martin-Baker MB 3 et le Martin-Baker MB.5. Toutefois ces prototypes, quoique jugés très prometteurs et très intéressants par les forces britanniques dans l'ensemble, ne furent jamais mis en production.
C'est en 1944 que la compagnie fut contactée par les autorités britanniques pour qu'elle étudie la faisabilité d'un système de secours pour les pilotes des avions de combat, du fait de la vitesse de plus en plus élevée des chasseurs.
Le siège éjectable fut conçu dès 1946.  Le 24 juillet 1946 a lieu le premier test en vol d’un siège éjectable moderne.  Reprenant les travaux pionniers réalisés par la Luftwaffe peu avant la fin de la Seconde Guerre mondiale, les ingénieurs du Royaume-Uni modifient un chasseur à réaction Gloster Meteor pour accueillir leur dispositif. Le pilote d’essai, Bernard Lynch, s’éjecte en vol à 500 km/h et à plus de 2 400 mètres d’altitude – atterrissant sans problème – avant de répéter l’opération à seize reprises de manière concluante. La première éjection en vol non anticipée se déroule le 30 mai 1949, lorsque le pilote d’essai John Oliver Lancaster échappe de peu à la mort en s’évacuant de son prototype en perdition. 
En 2020, la société Martin-Baker a sauvé plus de 7 600 vies au total. Le chiffre de 7789 est indiqué le 23 juin 2025.

## Production et maintenance
Martin-Baker dont le berceau historique se situe au Royaume-Uni, a des unités de fabrication situées en France, en Italie, aux États-Unis et est représentée partout dans le monde.
Les sièges éjectables Martin-Baker ont équipé et équipent la quasi-totalité des avions de combat occidentaux (les avions Dassault, utilisés dans l'Aéronavale et l'Armée de l'air en sont tous équipés). Les sièges français sont produits par Safran Martin-Baker France et maintenus en état tous les deux ans (et une maintenance approfondie tous les six ans) par la SEMMB (Société d'Exploitation des Matériels Martin Baker) situé à Argenteuil (Val-d'Oise) et chez Aérazur pour les parachutes et aussi par des militaires sous-officiers de l'Armée de l'Air (et depuis peu par d'anciens militaires devenus civils) spécialistes Armement Opérationnel (2320) au GRS (Groupement de Réparation des Sièges éjectable) numéro 1 (MK10Q du Mirage 2000), 2 (MK16F du Rafale) et 3 (MK10L pour l'Alpha Jet) et un atelier commun pour les parachutes de la Division Sécurité Sauvetage Survie de l'Atelier Industriel de l'Aéronautique du Détachement Air 278 Ambérieu-en-Bugey (Ain).
Statistiquement, un siège éjectable sur dix produits par Martin-Baker sert pour l'évacuation d'urgence d'un avion.
Son principal concurrent est le russe NPP Zvezda et, plus récemment, l'américain BF Goodrich Aerospace qui a pris l'industrialisation du concept ACES-II (en).

## The Ejection Tie Club
La société Martin-Baker dispose d'un club qui rassemble les pilotes dont la vie a été sauvée par un siège éjectable Martin-Baker ainsi que ceux construit sous licence. Ce club leur est ouvert à vie et on offre aux membres une cravate unique, d'où le nom du club.
Tous les deux ans, la firme réunit et récompense les pilotes qui, au cours des deux dernières années, se sont éjectés et ont eu la vie sauve grâce à un siège de la compagnie. Ils deviennent membres à vie du club et reçoivent en récompense une cravate et une médaille. Ce club, fondé par Sir James Martin, comptait fin Avril 2025, 7 784 membres. Le 15 février 2025, on compte 7777 éjections réussies.

## Galerie d'images
Test au sol du siège éjectable d'un McDonnell Douglas F/A-18 Hornet:

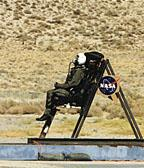
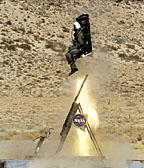
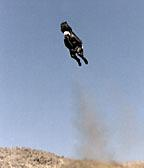